# Aşağıkarakısık, Balışeyh
Aşağıkarakısık là một xã thuộc huyện Balışeyh, tỉnh Kırıkkale, Thổ Nhĩ Kỳ. Dân số thời điểm năm 2010 là 67 người.